# Lenguas tángkicas
Las lenguas tángkicas forman una pequeña familia de lenguas aborígenes australianas y se hablan en la cuenca del río Victoria en el Territorio del Norte en Australia.
Las lenguas tángkicas son el lardil (leerdil) y su variante de registro el damin, además del kayardild, y el yukulta (también llamado ganggalida o nyangga). De estas el lardil es el más divergente, mientras que el yukulta y el kayardild son mutuamente inteligibles.
El extinto y mal documentado minkin podría ser una lengua tángkica